# Go Ara
Go Ah-ra (sinh ngày 11 tháng 2 năm 1990) là nữ diễn viên , người mẫu Hàn Quốc ra mắt khán giả lần đầu tiên trong phim truyền hình Sharp 1 (2003) vai nữ sinh Lee Ok Lim.

## Tiểu sử
Go Ara sinh ra tại Jinju,  Nam Gyeongsang, Hàn Quốc và có 1 em trai. Hồi nhỏ, cô liên tục phải di chuyển khắp Hàn Quốc vì bố làm trong quân ngũ. Khi học năm thứ hai trung học, cô cùng với bạn mình đi thi tuyển và trở thành người chiến thắng tại cuộc thi SM Entertainment 5th Anniversary Teen Model Contest vào năm 2003. Sau đó, cô trở thành thực tập sinh được đào tạo về thanh nhạc, vũ đạo và diễn xuất. Cô từng là bạn cùng phòng trong ký túc xá với hai thành viên Tiffany và Taeyeon. Go Ara tốt nghiệp trường cấp hai Songjeon, Học viện nữ Cơ Đốc giáo Chungshin, Đại học Chung-Ang ngành Kịch nghệ và Diễn xuất. Cô còn là bạn cùng lớp đại học với nữ diễn viên Park Shin-hye.
Đầu năm 2017, Go Ara ký hợp đồng với Artist Company - công ty được thành lập bởi hai tài tử Lee Jung-jae và Jung Woo-sung sau khi chấm dứt hợp đồng 13 năm với SM Entertainment vào cuối 2016.

## Sự nghiệp

### Truyền hình

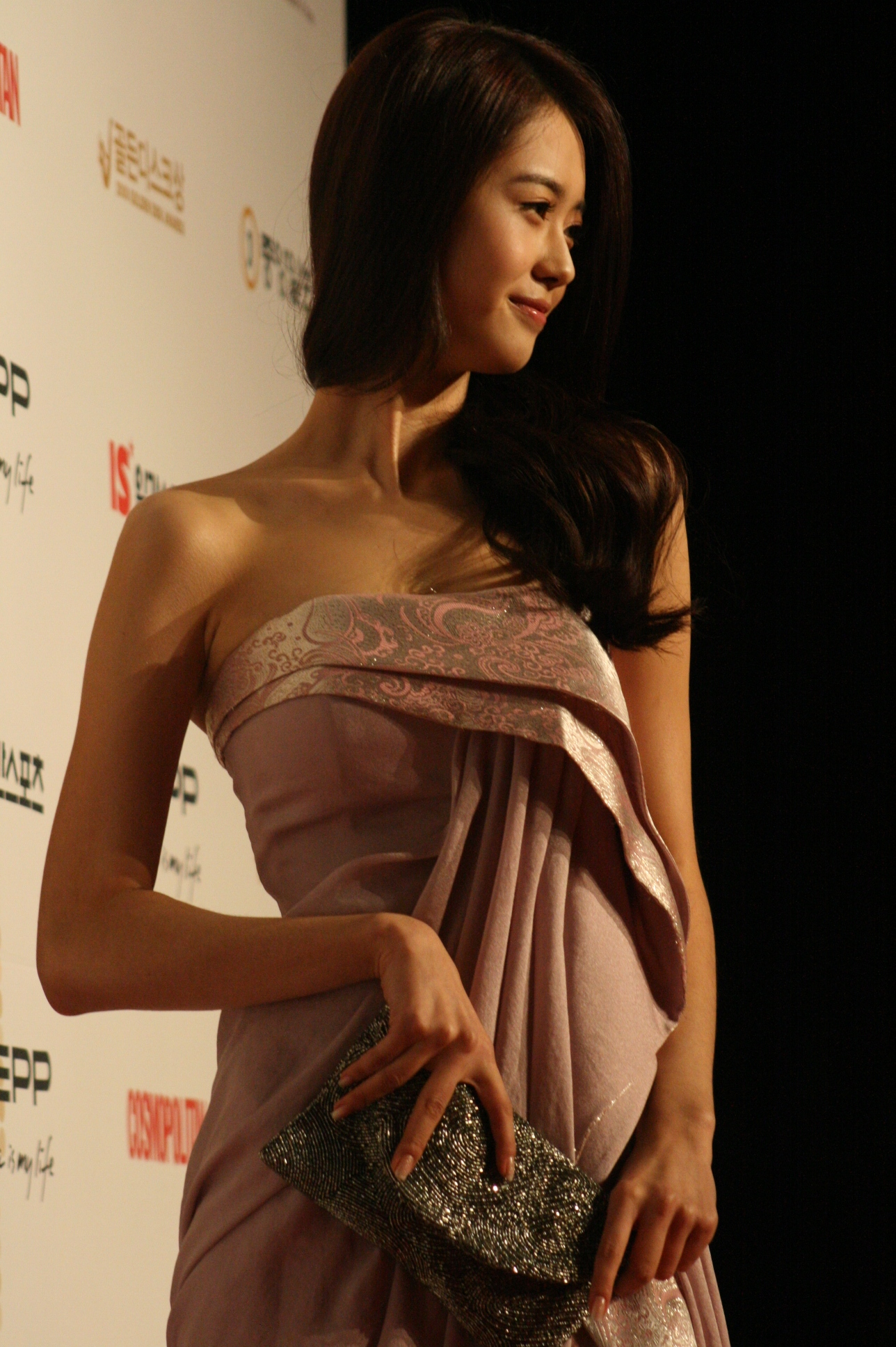

Go Ara được chọn vào vai nữ chính, Lee Ok-lim trong bộ phim truyền hình dành cho tuổi teen Sharp #1 (2003), cùng với Lee Eun-sung, Kim Shi-hoo, and Yoo Ah-in. Cô tiếp tục đóng phần 2 của bộ phim, Sharp #2 vào năm 2005, cùng với Kim Ki-bum và Kim Hee-chul, thành viên Super Junior, đều là người cùng công ty, và cả Lee Eun-sung.
Go Ara đột phá trong diễn xuất qua bộ phim Hoa tuyết (SBS, 2006), cùng với Kim Kibum, Kim Hee-ae, và Lee Jae-ryong. Vai diễn của cô là Yoo Da-mi, cô con gái nổi loạn và tham vọng, đã mang lại cho cô giải thưởng diễn xuất năm sau đó.
Hai năm sau, Go Ara tham gia bộ phim của MBC Who Are You?, cùng Yoon Kye-sang. Bộ phim mặc dù nhận mức rating thấp tại Hàn Quốc, nhưng nó đã giúp tên tuổi Go Ara đến gần hơn với khán giả quốc tế. Nhờ đó, cô xuất hiện trong bộ phim truyền hình Nhật Bản Karei naru Spy. Năm 2009, cô tham gia bộ phim truyền hình Heading to the Ground bên cạnh Jung Yunho của DBSK. Đạo diễn Park Sung-soo sau đó đã nói, vai diễn Kang Hae-bin trong phim thật sự dành cho Go Ara.
Năm 2013, Go Ara trở nên nổi tiếng hơn với phim truyền hình Reply 1994. Để vào vai Sung Na-jung, cô đã cắt tóc và tăng 8 kg. Trước đó, nhiều người nghi ngờ diễn xuất của Go Ara, nhưng sau khi bộ phim lên sóng, khán giả đã công nhận và khen ngợi diễn xuất của cô.
Sau đó, vào năm 2014, Go Ara vào vai nữ thám tử mới vào nghề trong phim truyền hình hình sự You're All Surrounded, bên cạnh Lee Seung-gi.

### Điện ảnh
Phim điện ảnh đầu tiên của Go Ara là bom tấn Nhật Bản Thành Cát Tư Hãn: Đến những tận cùng của trời và biển, ra rạp tại Nhật tháng 3 năm 2007, và Hong Kong tháng 4 năm 2007. Bộ phim được trình chiếu tại nhiều liên hoan phim, trong đó có  Cannes Film Market, Liên hoan phim quốc tế Moscow, Liên hoan phim Antalya Golden Orange 2007, và liên hoan phim quốc tế lần thứ năm tại Băng Kok. Bộ phim tiếp theo của cô là Dance, Subaru! là dự án hợp tác giữa Nhật Bản, Trung Quốc và Hàn Quốc, ra rạp năm 2009.
Năm 2011, Go Ara tham gia Pacemaker, cùng các diễn viên Kim Myung-min và Ahn Sung-ki. Sau đó, cô thể hiện khả năng ca hát trong bộ phim đa văn hoá Papa (2012), cùng Park Yong-woo. Go Ara được đề cử Nữ diễn viên mới xuất sắc nhất tại Baeksang Arts Awards, Grand Bell Awards, và lễ trao giải Blue Dragon Film Awards.

### Người mẫu
Từ khi mới bước vào ngành công nghiệp giải trí, Go Ara đã trở thành một người mẫu quảng cáo nổi tiếng. Cô tham gia quảng cáo cho SK Telecom, Elite Uniforms, và các hãng mỹ phẩm. Go Ara là người mẫu trẻ nhất của Etude House vào năm 2006. Năm 2011, cô được chọn là đại sứ cho Lirikos.

## Danh sách phim

### Phim điện ảnh
| Năm  | Tên                                                   | Vai                    |
| ---- | ----------------------------------------------------- | ---------------------- |
| 2015 | Thám tử Hong Gil-dong                                 | President Hwang        |
| 2015 | Ảo thuật gia thời Joseon                              | Công chúa Cheong Myung |
| 2012 | Papa                                                  | June                   |
| 2011 | Pacemaker                                             | Yo Ji-won              |
| 2009 | Dance, Subaru!                                        | Liz Park               |
| 2007 | Thành Cát Tư Hãn: Đến những tận cùng của Trời và Biển | Mistress Khulan        |

### Phim truyền hình
| Năm  | Tựa đề                        | Kênh | Vai              |
| ---- | ----------------------------- | ---- | ---------------- |
| 2020 | Do Do Sol Sol La La Sol       | KBS  | Goo Ra-ra        |
| 2018 | Miss Hammurabi                | jTBC | Park Cha Oh Reum |
| 2017 | Black                         | OCN  | Kang Ha-Ram      |
| 2016 | Hwarang: The Beginning        | KBS  | Aro              |
| 2015 | Producers                     | KBS  | Go Ah Ra (cameo) |
| 2014 | You're all surrounded         | SBS  | Eo Soo-Sun       |
| 2013 | Reply 1994                    | tvN  | Sung Na-jung     |
| 2009 | Heading to the Ground         | MBC  | Kang Hae Bin     |
| 2009 | Karei naru Spy                | NTV  | Khách mời tập 3  |
| 2008 | Who Are You                   | MBC  | Son Young In     |
| 2006 | Snow Flower                   | SBS  | Yoo Da Mi        |
| 2005 | Ngưỡng cửa cuộc đời (Sharp 2) | KBS  | Lee Ok Lim       |
| 2003 | Sharp 1                       | KBS  | Lee Ok Lim       |

### Chương trình tạp kĩ
| Năm  | Chương trình      | Vai       | Ghi chú     | Kênh |
| ---- | ----------------- | --------- | ----------- | ---- |
| 2012 | Strong Heart      | Khách mời | Tập 111-112 | SBS  |
| 2012 | Happy Together    | Khách mời | Tập 230     | KBS2 |
| 2012 | Running Man       | Khách mời | Tập 80      | SBS  |
| 2013 | Running Man       | Khách mời | Tập 139     | SBS  |
| 2014 | Three Meals a Day | Khách mời | Tập 6       | tvN  |
| 2015 | JTBC Newsroom     | Khách mời |             | jTBC |
| 2016 | Running Man       | Khách mời | Tập 298     | SBS  |
| 2016 | TAXI              | Khách mời | Tập 432     | tvN  |

### MV ca nhạc
| Năm  | Tựa đề             | Ca sĩ   | Album                       |
| ---- | ------------------ | ------- | --------------------------- |
| 2004 | "Hug"              | TVXQ    | Tri-Angle                   |
| 2006 | "La'Tale"          |         |                             |
| 2008 | "Innocent Blue"    | Mink    |                             |
| 2011 | "Before U Go"      | TVXQ    | Keep Your Head Down         |
| 2011 | "Juliette"         | SHINee  | Juliette (Japanese version) |
| 2014 | "A Million Pieces" | Kyuhyun | Fall, Once Again            |

### Ca hát
| Năm  | Ca khúc              | Album          |
| ---- | -------------------- | -------------- |
| 2012 | "Now"                | Papa OST       |
| 2012 | "Little Girl Dreams" | Papa OST       |
| 2013 | "Start"              | Reply 1994 OST |

### Trình diễn thời trang
| Năm  | Show                   | Ghi chú            |
| ---- | ---------------------- | ------------------ |
| 2005 | André Kim Fashion Show | cùng Lee Wan       |
| 2008 | André Kim Fashion Show | cùng Chu Sung-hoon |
| 2008 | Jill Stuart            | Người mẫu chính    |
| 2009 | Lanvin F/W Collection  |                    |

### Đại sứ
| Năm       | Danh hiệu                                         |
| --------- | ------------------------------------------------- |
| 2005      | Đại sứ Nông Lâm                                   |
| 2007-2009 | Swiss Friend                                      |
| 2011-nay  | Đại sứ Good Neighbors (NGO)                       |
| 2014-2015 | Đại sứ Seoul                                      |
| 2015      | Đại sứ Lễ kỷ niệm 70 năm Ngày Quang phục Hàn Quốc |
| 2015-2016 | Đại sứ cảnh sát Seoul                             |
| 2016-nay  | Đại sứ Không quân Hàn Quốc                        |

## Giải thưởng và đề cử
| Năm  | Giải thưởng                                           | Hạng mục                                     | Tác phẩm              | Kết quả   |
| ---- | ----------------------------------------------------- | -------------------------------------------- | --------------------- | --------- |
| 2003 | SM Entertainment's 5th Anniversary Teen Model Contest | —                                            | —                     | Đoạt giải |
| 2004 | KBS Drama Awards                                      | Best Young Actress                           | Sharp #1              | Đoạt giải |
| 2006 | SBS Drama Awards                                      | New Star Award                               | Snow Flower           | Đoạt giải |
| 2007 | 43rd Baeksang Arts Awards                             | Best New Actress (TV)                        | Snow Flower           | Đoạt giải |
| 2007 | Mnet 20's Choice Awards                               | Barbie Girl                                  | —                     | Đoạt giải |
| 2007 | André Kim Best Star Awards                            | New Star Award                               | —                     | Đoạt giải |
| 2008 |                                                       | Model of the Year                            | —                     | Đoạt giải |
| 2008 | MBC Drama Awards                                      | Best New Actress                             | Who Are You?          | Đề cử     |
| 2010 | 46th Baeksang Arts Awards                             | Most Popular Actress (TV)                    | Heading to the Ground | Đề cử     |
| 2012 | 48th Baeksang Arts Awards                             | Best New Actress (Film)                      | Papa                  | Đề cử     |
| 2012 | 49th Grand Bell Awards                                | Best New Actress                             | Pacemaker             | Đề cử     |
| 2012 | 33rd Blue Dragon Film Awards                          | Best New Actress                             | Papa                  | Đề cử     |
| 2014 | 50th Baeksang Arts Awards                             | Best Actress (TV)                            | Reply 1994            | Đề cử     |
| 2014 | 50th Baeksang Arts Awards                             | Most Popular Actress (TV)                    | Reply 1994            | Đề cử     |
| 2014 | 7th Style Icon Awards                                 | Top 10 Style Icons                           | —                     | Đoạt giải |
| 2014 | 3rd APAN Star Awards                                  | Excellence Award, Actress in a Miniseries    | Reply 1994            | Đề cử     |
| 2014 | SBS Drama Awards                                      | Excellence Award, Actress in a Drama Special | You're All Surrounded | Đề cử     |